# Cilastatin
Cilastatin ist eine organische Verbindung, die als Arzneistoff eingesetzt wird. Es hemmt kompetitiv, reversibel und spezifisch das Enzym  Dehydropeptidase-I. Cilastatin wird in fixer Kombination mit Imipenem (einem Antibiotikum aus der Gruppe der β-Lactam-Antibiotika, Untergruppe: Carbapeneme) in der Therapie von Infektionskrankheiten verwendet. Es verhindert eine rasche Verstoffwechselung (Metabolisierung) von Imipenem, so dass antibakteriell wirksame Imipenemkonzentrationen im Plasma und im Urin entstehen. Auch wurde im Tierversuch eine Reduktion der Nephrotoxizität von Imipenem beobachtet. Cilastatin besitzt selbst keine intrinsische antibakterielle Aktivität und beeinflusst die antibakterielle Wirkung von Imipenem nicht.
Cilastatin wurde 1979 und 1980 von Merck patentiert und ist in Kombination mit Imipenem unter dem Handelsnamen Zienam von MSD Sharp & Dohme (MSD) im Handel.

## Chemie
Chemisch ist Cilastatin ein Derivat der natürlichen Aminosäure (R)-Cystein.

## Handelsnamen
Kombinationspräparate
Handelspräparate enthalten Cilastatin ausschließlich in Kombination mit Imipenem: Tienam (CH), Zienam (A, D).